# Gheorghe Mulțescu
Gheorghe Mulțescu (ur. 13 listopada 1951 w Botoroadze, zm. 15 września 2024) – były rumuński piłkarz grający na pozycji pomocnika.

## Kariera
Karierę zaczął jako dziecko grając w Steaua Bukareszt. W 1971 przeszedł do innego rumuńskiego klubu Jiul Petroszany, gdzie zadebiutował w lidze rumuńskiej. W tym zespole występował do 1979 r., po czym przeszedł do Dinamo Bukareszt. Zagrał też 15 spotkań w reprezentacji narodowej, dla której zdobył trzy bramki.
Z Jiul Petroszany i Dinamo Bukareszt zdobył w 1974, 1982 i 1984 r. Puchar Rumunii. Z Dinamem był też trzy razy mistrzem Rumunii (1982, 1983, 1984).